# 第68屆美國導演工會獎
第68屆美國導演工會獎是表彰2015年電影導演、紀錄片導演及電視劇導演突出成就的獎項，在2016年2月6日在加州洛杉磯凱悅酒店舉行。典禮是由珍·林奇主持，這也是她第三次主持美國導演工會獎的典禮。最佳影片入圍名單在2016年1月12日公佈，電影、紀錄片和電視導演的入圍名單是在1月13日公布。

## 外部連結
- 68th Annual Directors Guild of America Awards